# Vladimir Korotkov
Vladimir Korotkov   (Moscou, 23 d'abril de 1948 - 14 de juny de 2025) va ser un tenista professional de la Unió Soviètica. Va guanyar tres títols de Grand Slam en categoria júnior els anys 1964 i 1965. Després de la seva retirada es va dedicar a entrenar en diversos clubs esportius.

## Biografia
Durant la seva carrera va guanyar el campionat soviètic de tennis en diversos ocasions i en totes les categories. Va formar part de l'equip soviètic de Copa Davis i també de l'equip que va participar en els Jocs Olímpics de Ciutat de Mèxic de 1968, on el tennis fou esport de demostració i exhibició. Korotkov va participar en totes les sis proves que es van disputar. En les proves de demostració no va aconseguir cap èxit destacat, ja que fou eliminat en primera ronda individual, mentre que en les proves de dobles masculins i dobles mixts va arribar a quarts de final. En canvi, en les proves d'exhibició va guanyar una medalla d'or en categoria de dobles mixtos, i les medalles de bronze en les categories individual i de dobles masculins. Les seves parelles en dobles van ser els seu compatriotes Anatoli Volkov i Zaiga Jansone.
Es va retirar del tennis l'any 1981, i fins al 1996 fou entrenador de diversos clubs esportius, entre ells de l'acadèmia de tennis de Moscou. Fou nominat en diverses ocasions d'entrar al saló de la fama del tennis rus però en cap d'elles fou seleccionat.